# Salpida
Salpida (salpy) — rząd osłonic z gromady sprzągli. Żyją w oceanicznym pelagialu. Salpy występują w formach osobniczych i kolonijnych. Do rzędu zalicza się obecnie 44 gatunki zwierząt.

## Budowa

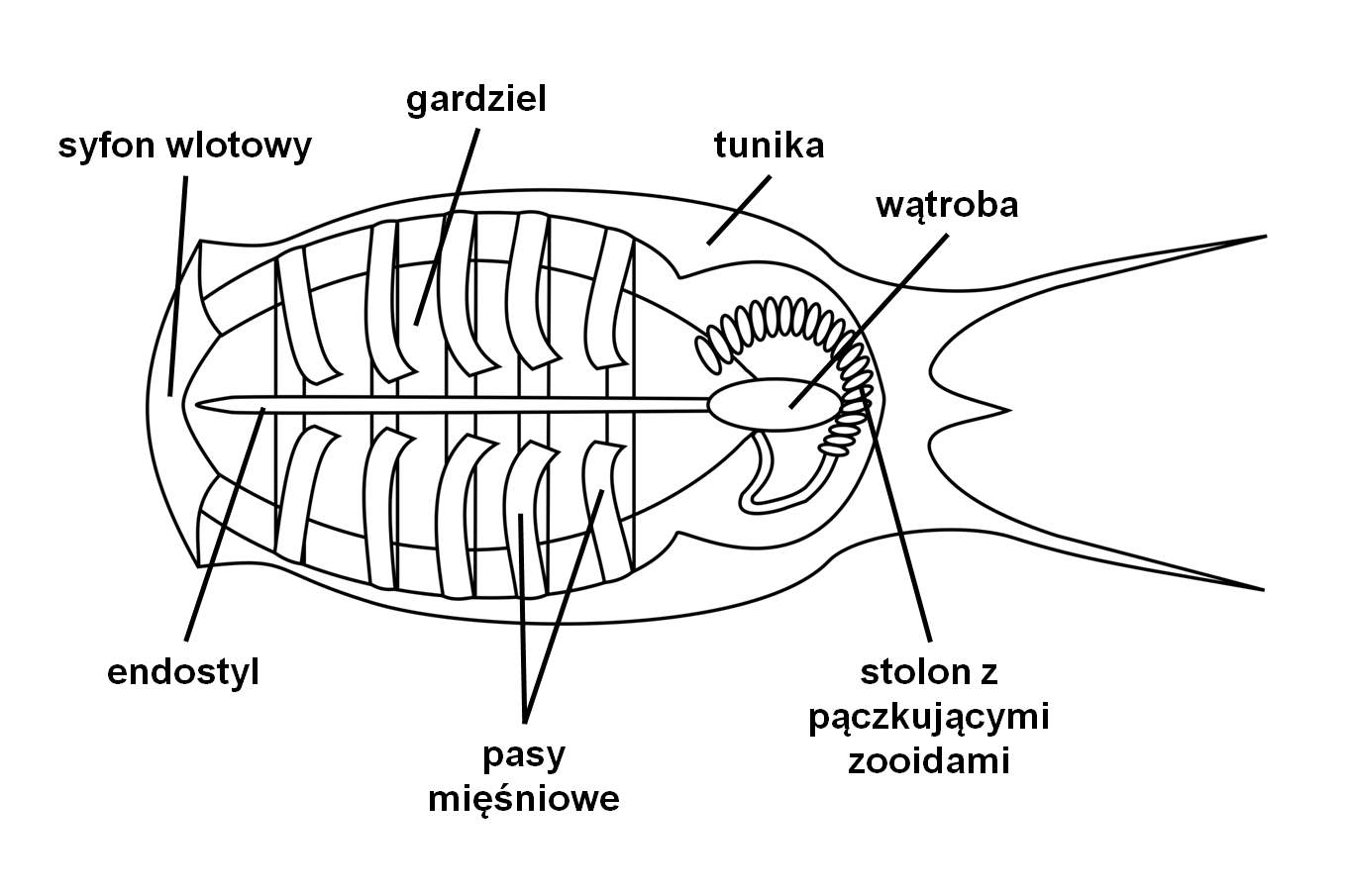
Schemat budowy przedstawiciela rzędu Salpida

Pojedyncze osobniki salp wahają się wielkością od kilku do kilkunastu centymetrów. Z przodu ciała każdego osobnika znajduje się syfon wlotowy, który prowadzi do jamy skrzelowej. W jamie występują dwie szpary skrzelowe pozbawione rzęsek, które przebijają ścianę gardzieli i prowadzą do położonego za nią atrium. Ciało salp otoczone jest pasami mięśniowymi, których skurcz powoduje przepompowanie wody z jamy skrzelowej do atrium, a następnie do położonego z tyłu ciała syfonu wylotowego. Strumień wody przepływającej przez gardziel i atrium umożliwia filtrację na rozpiętej w gardzieli sieci śluzowej oraz poruszanie się zwierzęcia na zasadzie odrzutu. U osobników rozmnażających się bezpłciowo na wentralnej stronie znajduje się stolon, na którym pączkują młode zooidy.

## Rozmnażanie i rozwój
Zapłodnienie u salp ma charakter wewnętrzny i zachodzi w koszu skrzelowym osobnika płciowego (blastozooidu). Zapłodnione jajo rozwija się w atrium i jest odżywiane przez strukturę analogiczną do łożyska. W wyniku embriogenezy powstaje pojedynczy oozooid. Osobnik ten nie posiada gonad i przez początkowy okres rozwoju odżywia się samodzielnie. Po wentralnej stronie oozooidu wykształca się stolon, przez który przebiegają cewka nerwowa, pasmo endodermy, boczne parzyste pasma mezodermy i pasmo pierwotnych komórek płciowych. Z tych struktur wykształcają się tkanki rozwijających się na stolonie blastozooidów. Blastozooidy wykształcają kosz skrzelowy i gonady, lecz ogólnym pokrojem ciała przypominają oozooid. W pełni uformowana kolonia składa się z wielu złączonych dojrzałych płciowo blastozooidów. 

## Ekologia
Salpy tworzą duże kolonie unoszące się w pelagialu wód oceanicznych. Na ich koszu skrzelowym od strony wewnętrznej znajduje się śluzowa sieć wydzielana przez endostyl, która służy odfiltrowywaniu z wody cząstek pokarmowych. Ponieważ oczka tej sieci mają około 1 μm, salpy są w stanie odfiltrowywać z wody skrajnie małe komórki tworzące frakcję pikoplanktonu (np. sinice z rodzajów Prochlorococcus i Synechococcus), która może stanowić ogromną część oceanicznej biomasy. 
Żadne inne znane nauce zwierzęta nie są zdolne do pobierania tak małych komórek i przepływ biomasy od najliczniejszych producentów (sinic) musi się odbywać z wykorzystaniem dodatkowych poziomów troficznych (heterotroficznych jednokomórkowców). Omijając te etapy pośrednie, salpy są zdolne do drastycznego zmniejszenia energii traconej z pierwotnej produkcji w łańcuchu pokarmowym.
W sprzyjających warunkach salpy, podobnie jak inne sprzągle, mogą bardzo szybko się namnażać bezpłciowo, formując zakwity. Po rozrodzie kolonie obumierają i opadają na dno, transportując duże ilości organicznego węgla do głębokich warstw oceanu. Dlatego też salpy pełnią istotną rolę w pompie biologicznej.